# 让-雅克·穆尼耶
让-雅克·穆尼耶（法語：Jean-Jacques Mounier，1949年6月12日—），法国前男子柔道运动员。他曾代表法国参加1972年夏季奥林匹克运动会柔道比赛，获得男子63公斤级铜牌。